# Tonypandy
Tonypandy är en ort och community i Storbritannien.   Den ligger i kommunen Rhondda Cynon Taf och riksdelen Wales, i den södra delen av landet, 230 km väster om huvudstaden London. 
Vid folkräkningen 2011 hade tätorten Tonypandy, som omfattar tätbebyggelse i flera communities, 17 789 invånare, och communityn Tonypandy, som även omfattar omgivande landsbygd, hade 3 750 invånare.